# Карбонаро (Фрозиноне)
Карбонаро је насеље у Италији у округу Фрозиноне, региону Лацио.
Према процени из 2011. у насељу је живело 151 становника. Насеље се налази на надморској висини од 276 м.